# Nedžad Botonjič
Nedžad Botonjič est un footballeur slovène, né le 25 août 1977 et décédé le 7 février 2005 qui évoluait au poste de gardien de but.
Après avoir porté les couleurs du NK Mura, NK Dravograd puis du HIT Gorica, Nedžad Botonjič devient le gardien de but titulaire du NK Ljubljana. 
Il trouve la mort pendant un entraînement avec son club. Le joueur s'effondre sans raisons apparentes, et les efforts pour le réanimer restent vains. Nedžad Botonjič a probablement été victime d'un accident cardiaque.